# Bratulići (Marčana)
Bratulići is een plaats in de gemeente Marčana in de Kroatische provincie Istrië. De plaats telt 49 inwoners (2001).